# Almoines
Almoines è un comune spagnolo di 1 709 abitanti situato nella comunità autonoma Valenciana.